# Mayene

De vlag van Mayene

Mayene is een fictief land uit de boekencyclus Het Rad des Tijds van de schrijver Robert Jordan.
Mayene ligt op een schiereiland in het zuidwesten van De Oude Wereld. Het kleine land wordt ingesloten door het veel grotere Tyr (fictief land) in het westen, de Zee der Stormen in het zuiden en de Verdronken landen (Aiel-woestijn) in het oosten. Vrijwel het gehele oppervlakte van Mayene bestaat uit de stad die dezelfde naam als het land draagt. Mayene wordt geregeerd door Berelain sur Paendrag.
De aanspraken van Tyr op het grondgebied van Mayene lopen als een rode draad door de geschiedenis van het land heen. De onafhankelijkheid wordt alleen bewerkstelligd doordat Mayene grote winsten behaalt uit de oliehandel en de plaatsen waar men de olie kan winnen geheimhoudt. De lampolie die gewonnen wordt, is even kostbaar als de olijfolie uit Tarabon, Tyr of Illian.
De koninklijke familie van de stadstaat beweert af te stammen van Arthur Haviksvleugel en gebruikt daarmee de naam Paendrag. De persoon die over Mayene regeert wordt aangesproken met De Eerste.
Aiel-woestijn · Altara · Amadicia · Andor · Arad Doman · Arafel · Cairhien · Eilanden van het Zeevolk · Falme · Geldan · Illian · Kandor · Land van de Waanzinnigen · Malkier · Mayene · Morland · Saldea · Seanchan · Shara · Shienar · Tarabon · Tar Valon · Tyr · de Verwording